# Бірквайлер
Бірквайлер (нім. Birkweiler) — громада в Німеччині, розташована в землі Рейнланд-Пфальц. Входить до складу району Південний Вайнштрассе. Складова частина об'єднання громад Ландау-Ланд.
Площа — 4,99 км2. Населення становить 694 ос. (станом на 31 грудня 2020).
Головна галузь господарство — виноробство.
Історія — село згадується вже у документах 1285 року. З 1400 входило до складу Курфюрства Пфальц. У 1798-1814 до Французької республіки, потім деякий час до Австрії та королівства Баварія. З 1817 до регіона з центром у Ландау 
Релігія — в селі є дві церкви: католицька Св.Бартоломеуса та євангелічна-протестантська.

## Галерея

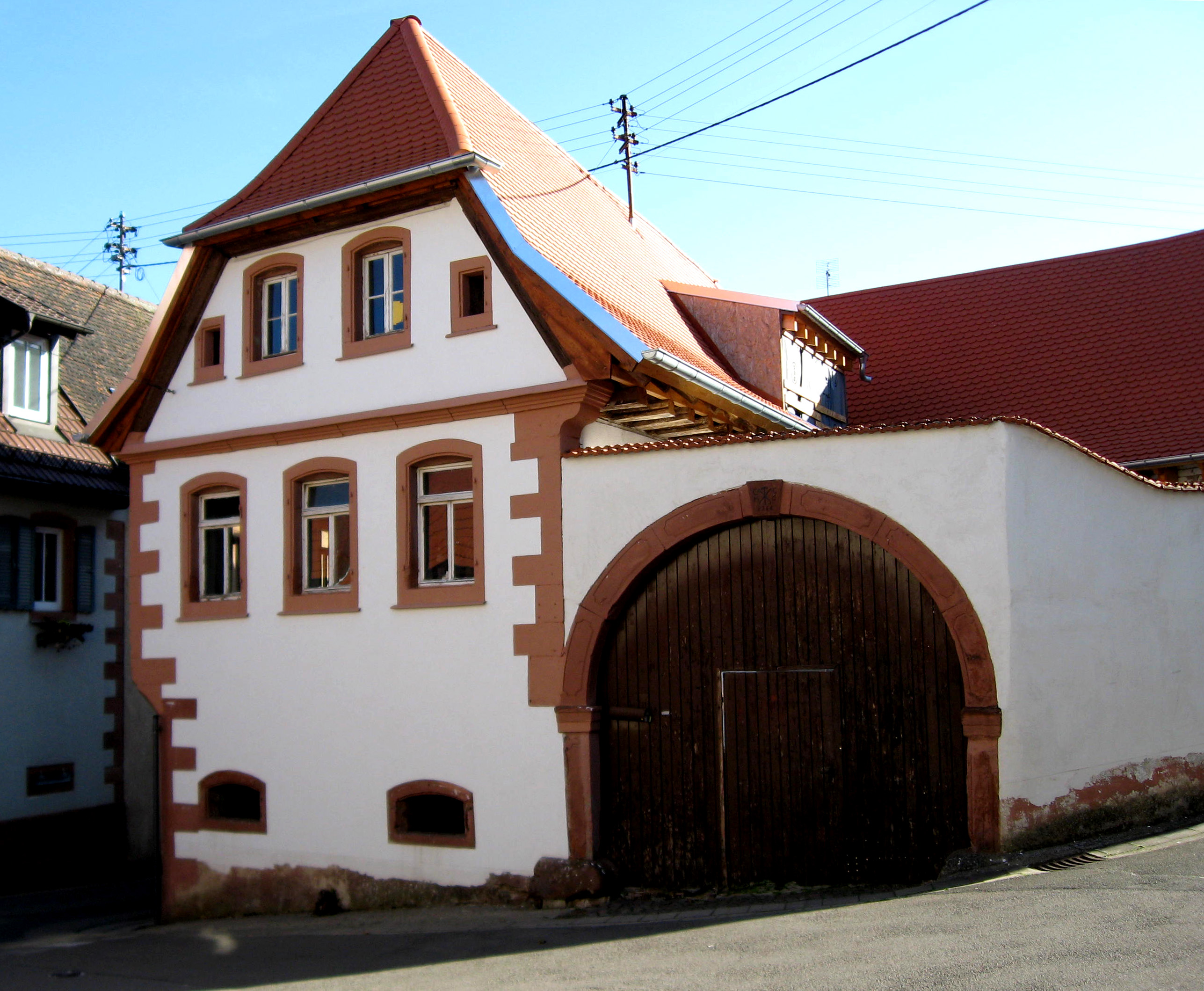
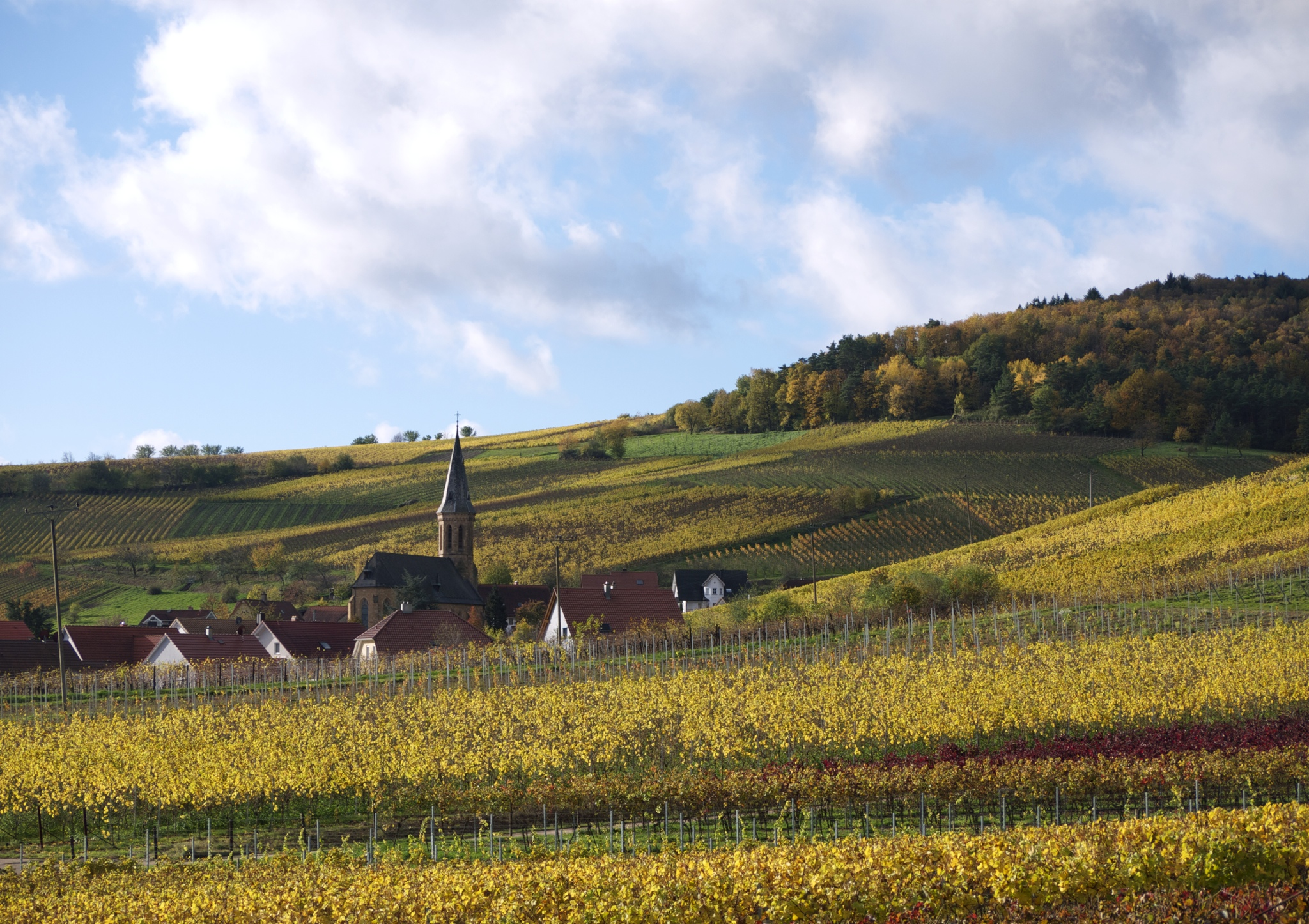
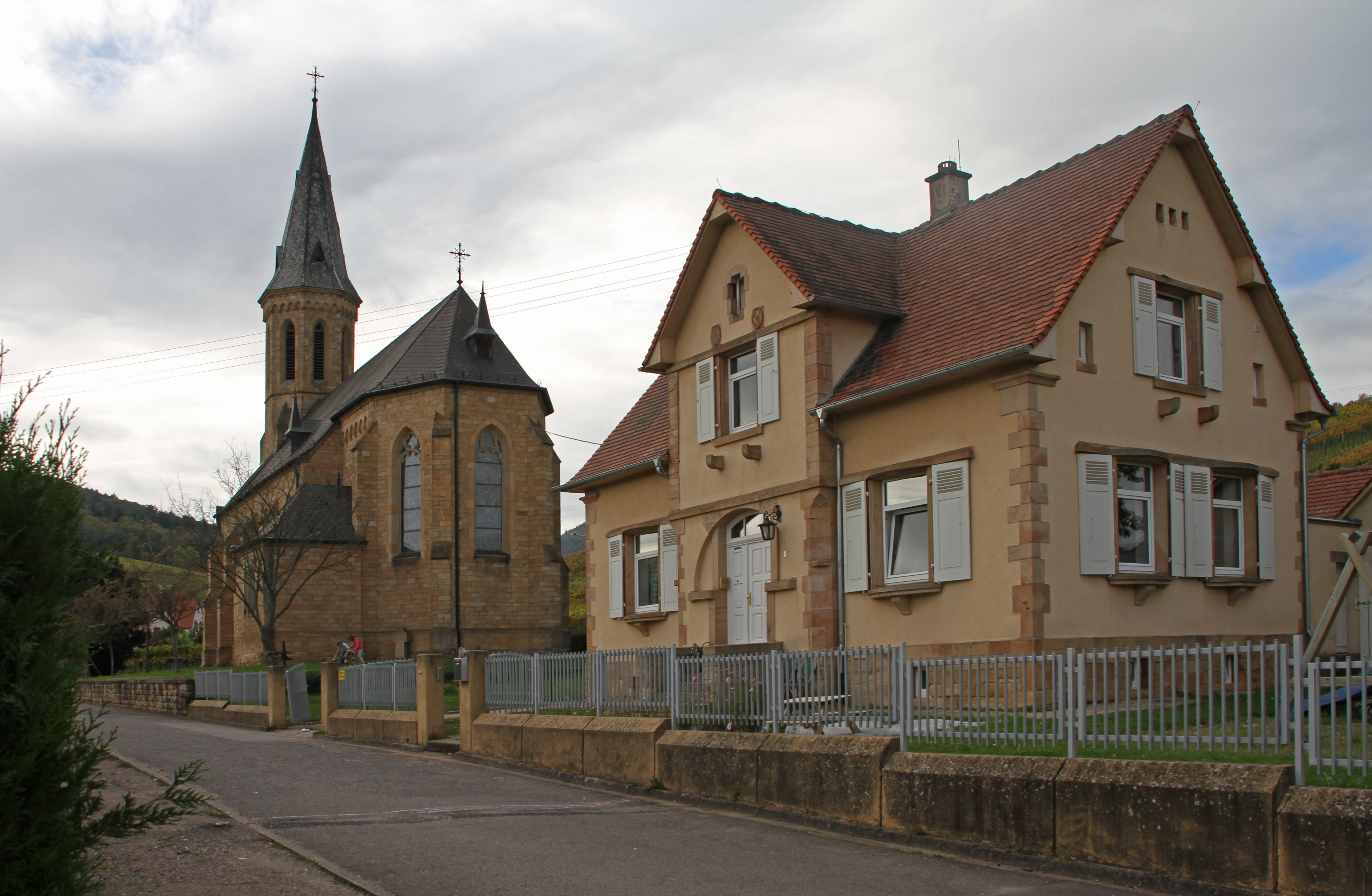